# Rupes Altai
Rupes Altai es una cadena montañosa (escarpadura) situada en la cara visible de la Luna. El nombre proviene de las montañas terrestres de Altái.

## Situación y descripción
Localizada en la zona sureste de la Luna, Rupes Altai tiene 480 km de longitud y un promedio de 1000 m de altura, con cumbres que alcanzan altitudes cercanas a los 3000 m. Se extiende formando un gran arco que corre aproximadamente en sentido N-SE, y que va desde las proximidades de los cráteres Tacitus y Catharina hasta el cráter Piccolomini.

## Origen
Se cree que el origen de Rupes Altai está en el impacto que creó la cuenca del Mare Nectaris y desplazó suficiente material de la superficie lunar para formar una amplia estructura circular, de la cual, ahora, solo es perfectamente reconocible el arco suroccidental.